# Mansión de Palsmane
La Mansión de Palsmane (en letón: Palsmanes muižas pils; en alemán: Palzmar) es una casa señorial construida en estilo ecléctico en la región histórica de Vidzeme, en el norte de Letonia.

## Historia
La construcción de la Mansión de Palsmane se inició en 1870 y se completó en 1880. La arquitectura del edificio era la típica de casas señoriales letonas en la segunda mitad del siglo XIX y puede caracterizarse como neorrenacentista ecléctica. La Mansión de Palsmane tiene una simple y sobria decoración de fachada y una torre situada en el centro. El arquitecto del edificio es desconocido, aunque se cree que es obra del arquitecto Rūdolfs Heinrichs Cirkvics. Hasta la reforma agraria letona de la década de 1920, von Behr, nacido en Kalena, era propietario de la mansión de Palsmane.
En 1918, fue proclamado el estado de Letonia, fue implementada la reforma agraria, y como resultado la propiedad de los nobles alemanes fue liquidada. El centro del pueblo se dividió en granjas y parcelas de construcción, la mansión pasó a ser propiedad de la parroquia de Palsmane. La mansión fue usada para varios propósitos, primero albergó una escuela internado para chicos, durante la II Guerra Mundial albergó un hospital para soldados alemanes, y también operó la Escuela de Secundaria de Palsmane.
En años posteriores, se hicieron apartamentos para profesores de la Escuela Primaria de Palsmane en las instalaciones de la mansión. En 1959 fue fundada la Escuela Internado Especial de Palsmane en la mansión, que todavía opera en la actualidad.

## Parque de la mansión
El parque de la mansión cubre una área de 5,3 hectáreas. Las primeras plantaciones se remontan al siglo XIX. A mediados del siglo XX se plantaron coníferas. Los árboles del parque tienen unos 100 años de edad y los tilos y robles unos 150 años.